# Nishiki
Nishiki (錦町?, Nishiki-machi) è una cittadina giapponese della prefettura di Kumamoto.